# Отемис (Акмолинская область)
Отемис (каз. Өтеміс, до 1998 г. — Родионовка) — село в Целиноградском районе Акмолинской области Казахстана. Входит в состав сельского округа Акмол. Код КАТО — 116630300.

## География
Село находится на берегу болота Коскопа, на расстоянии примерно 5 километров (по прямой) к юго-западу от административного центра района и сельского округа — села Акмол.
Абсолютная высота — 348 метров над уровнем моря.
Климат холодно-умеренный, с хорошей влажностью. Среднегодовая температура воздуха положительная и составляет около +4,4°С. Среднемесячная температура воздуха в июле достигает +20,6°С. Среднемесячная температура января составляет около -14,0°С. Среднегодовое количество осадков составляет около 390 мм. Основная часть осадков выпадает в период с июня по июль.
Ближайшие населённые пункты: село Акмол — на северо-востоке, село Жанажол — на востоке, село Отаутускен — на юге.
Близ села проходит автодорога автодорога республиканского значения — Р-2 «Астана – Коргалжын» (с подъездом к Коргалжынскому заповеднику).

## Население
В 1989 году население села составляло 371 человек (из них казахи — 100%).

В 1999 году население села составляло 345 человек (178 мужчин и 167 женщин). По данным переписи 2009 года, в селе проживали 432 человека (227 мужчин и 205 женщин).
| Численность населения | Численность населения | Численность населения |
| 1989                  | 1999                  | 2009                  |
| --------------------- | --------------------- | --------------------- |
| 371                   | ↘345                  | ↗432                  |